# Partij van de Communistische Herstichting
De Partij van de Communistische Herstichting (Italiaans: Partito della Rifondazione Comunista) is een Italiaanse reformistisch communistische partij die in de traditie staat van het eurocommunisme. Sinds 2009 is de partij lid van de Linkse Federatie, die bij de verkiezingen van 2013 de lijst Civiele Revolutie steunt.
Sinds 17 december maakt zij samen met 4 andere communistische en libertair socialistische partijen deel uit van de coalitie Macht naar het Volk

## Geschiedenis
In 1990 kwam binnen de Communistische Partij van Italië (PCI) de discussie op gang of de partij wel of niet aan vernieuwing toe was. De PCI was overigens toen al een van de meest liberale communistische partijen van Europa omdat men reeds in de jaren 80 de koers van het Eurocommunisme (= distantie van Moskou, loyaliteit aan het parlementaire stelsel, bereidheid tot het aangaan van coalities met burgerlijke partijen) was ingeslagen. Binnen de PCI was er een duidelijke meerderheid die vóór nog meer hervormingen was en bereid was de marxistisch-leninistische dogma's te laten varen en tot de stichting over te gaan van een brede linkse volkspartij. Een invloedrijke minderheid onder Armando Cossutta was tegen deze hervorming van de partij.
In februari 1991 hield de PCI haar laatste partijcongres en werd besloten de partij op te heffen. Tevens werd tot de vorming van een nieuwe partij, Partito Democratici della Sinistra (Partij van Democratisch Links), besloten. De groep onder Cossutta was tegen deze ontwikkeling en richtte de Partito della Rifondazione Comunista (Partij van de Communistische Herstichting) op. Cossutta werd tot voorzitter gekozen en Sergio Garavini tot nationaal secretaris. De kleine marxistische Democrazia Proletaria sloot zich aan bij de nieuwe PRC. In 1994 werd Fausto Bertinotti tot nationaal secretaris gekozen. Bertinotti was in de jaren '60 van de twintigste eeuw lid van de proletarische Partito Socialista Italiano di Unità Proletaria, PSIUP, maar stapte in 1972 over naar de PCI.
In 1996 steunde de PRC Romano Prodi en diens regering van de Olijfboomcoalitie, maar trad niet toe tot de regering. De neoliberale koers van Prodi zorgde voor beroering en in november 1998 stapte Cossutta als gevolg hiervan als voorzitter op en scheidde zich met zijn aanhangers af en richtte de Partito dei Comunisti Italiani (PdCI) op die toetrad tot de Olijfboomcoalitie. De meeste parlementariërs van de PRC gingen naar de PdCI over.
Bij de parlementsverkiezingen van 2001 behaalde de PRC 5% van de stemmen, goed voor 11 zetels in de Kamer van Afgevaardigden en 4 in de Senaat.

## Ideologie
De PRC is een communistische of Eurocommunistische partij. Binnen de partij zijn drie belangrijke vleugels terug te vinden, de dogmatisch marxistisch-leninistische Essere Comunisti en de eveneens dogmatische, doch trotskistische Progetto Comunista. De gematigden, de antiglobalisten, staan onder leiding van partijsecretaris Fausto Bertinotti.

## De PRC op Europees niveau
De PRC is aangesloten bij de Partij van Europees Links en haar Europese mandatarissen zouden dus deel uitmaken van de fractie Europees Unitair Links/Noords Groen Links. Bij de Europese verkiezingen van 2009 behaalde de kartellijst Antikapitalistisch Links (de voorloper van de Linkse Federatie) 3,4% van de stemmen, maar kon geen zetels veroveren.

## Verkiezingsresultaten
|                | Stemmen   | %         | Zetels  |    |
| Parlement 1992 | Kamer     | 2.202.574 | 5,6     | 35 |
| Senaat         | 2.163.317 | 6,5       | 20      |    |
| Parlement 1994 | Kamer     | 2.334.029 | 6,0     | 39 |
| Senaat         | (1)       | (1)       | 18      |    |
| Europa 1994    | 1.991.977 | 6,1       | 5       |    |
| Parlement 1996 | Kamer     | 3.215.960 | 8,5     | 69 |
| Senaat         | 934.974   | 9 (2)     | 39      |    |
| Europa 1999    | 1.330.341 | 4,3       | 4       |    |
| Parlement 2001 | Kamer     | 1.868.659 | 5,0     | 11 |
| Senaat         | 1.708.707 | 5,0       | 4       |    |
| Europa 2004    | 1.971.700 | 6,0       | 5       |    |
| Parlement 2006 | Kamer     | 2.229.604 | 5,8     | 41 |
| Senaat         | 2.518.624 | 7,4       | 27      |    |
| Parlement 2008 | Kamer     | 1.124.298 | 3,1 (3) | 0  |
| Senaat         | 1.053.154 | 3,3 (3)   | 0       |    |
| Europa 2009    | 1.038.247 | 3,4 (4)   | 0       |    |

- (1) Er kan geen afzonderlijk percentage opgegeven worden voor de PRC omdat de partij een gemeenschappelijke lijst gevormd had met de Alliantie van de Progressieven.
- (2) Het percentage is niet relevant omdat de lijst van de PRC slechts aanwezig was in beperkt aantal kiescolleges vanwege een akkoord met de Olijfboomcoalitie.
- (3) Dit is het resultaat van het kartel Links-de Regenboog.
- (4) Dit is het resultaat van het kartel Antikapitalistische Lijst.

## Partijkrant
- Liberazione